# Crioterapia sistemica
La crioterapia sistemica è l'esposizione a basse temperature, nell'ordine dei -115 °C, dell'intero corpo.
Il raffreddamento viene ottenuto mediante evaporazione dell'azoto liquido in gassoso all'interno di un'apposita camera per più persone o di una cabina per una singola persona. Il processo di raffreddamento è controllato elettronicamente ed il tempo di esposizione è di tre minuti.

## Storia
La crioterapia sistemica nasce nel 1980 in Giappone presso il Rheumatisme Village di Akano dall'intuizione del Dott. Yamauchi.
Egli per primo infatti iniziò a praticare questa metodica scoprendone gli innumerevoli effetti e benefici. Tali effetti sull'organismo erano già noti da tempi remoti: da ricordare il notevole contributo dell'Abate Kneipp e la nota pratica della borsa di ghiaccio. La crioterapia sistemica, molto apprezzata in Germania, è balzata di colpo agli onori della cronaca da quando viene usata dagli atleti, in particolare i calciatori, per rientrare in forma e per curare i traumi osteo-muscolo-articolari.

## Metodo
Il paziente, in costume da bagno rigorosamente di cotone, con ai piedi speciali calzature e privo di ogni altro oggetto ed indumento, entra nella cabina lasciando la testa sempre fuori dal cilindro.
Il trattamento ha durata di due/tre minuti ed inizia con la trasformazione dell'azoto liquido in gassoso che, all'interno del cilindro, sprigiona quindi frigorie (aria fredda secca). Durante questo breve tempo, il paziente esegue piccoli esercizi di riattivazione degli arti e del corpo all'interno del cilindro. Come noto l'azoto è un gas inerte presente nella nostra atmosfera al 78% (l'ossigeno è al 21%) non è esplosivo, né infiammabile, non comportando quindi alcun rischio per il paziente.

## Meccanismo di azione
Secondo chi la promuove, la crioterapia sistemica provocherebbe effetti rilevanti sul sistema immunitario con azione immuno-modulante sul centro vasomotorio situato nell'ipotalamo che, indotto dalla vasocostrizione della pelle, a sua volta produce una immediata vaso-dilatazione generale, determinando quindi un cospicuo aumento della ossigenazione dei tessuti.
Nello stesso tempo verrebbe attivato l'asse ipotalamo-ipofisi-surrene: aumenterebbe la produzione di ACTH, che agisce sulle surrenali, con incremento del cortisolo e 17-idrossicorticosterone.

## Effetti
La migliorata ossigenazione e l'incremento degli ormoni determina una rapida diminuzione dei mediatori chimici del dolore, dell'infiammazione, dell'edema e della fatica muscolare (acido lattico, istamina, chinine, citochine, collagenasi, interleucina, ecc.). Mediatori che sono tutti coinvolti nei processi di infiammazione - contrattura dei muscoli e delle articolazioni: gli impulsi nocicettivi, responsabili della trasmissione del dolore, rallentano fino a cessare.
Effetti, questi, comprovati da test di laboratorio sul sangue.
Si riscontra inoltre un modico aumento della pressione arteriosa, prevedibile e previsto sul paziente: si esegue quindi sempre un controllo pressorio prima e dopo la seduta di crioterapia sistemica.

## Indicazioni
La crioterapia sistemica viene proposta per trattare malattie artritico-reumatiche, prima tra tutte la fibromialgia generalizzata.
Le patologie dell'apparato locomotore: le tendinopatie della spalla, tendinopatia della cuffia dei rotatori, fibromialgia del gomito (gomito dell'atleta, tennista), degli arti inferiori, tendinite dell'achilleo, pubalgie, strappi muscolari, trocanterite.
Le malattie degenerative del sistema scheletrico (l'artrosi nelle sue varie sedi): artrite reumatoide, spondilite anchilopoietica (malattia di Bechterew), le malattie virali quali Herpes Zooster.
Sindromi della colonna dorsale e lombare: lombalgia, lombosciatalgia, sciatica.
Per la cura delle dislipidemie: (trigliceridi, colesterolo, acido urico).
Secondo la Food and Drug Administration (FDA) degli Stati Uniti non ci sono prove del fatto che tratti efficacemente malattie o condizioni come l'Alzheimer, la fibromialgia, l'emicrania, l'artrite reumatoide, la sclerosi multipla, lo stress, l'ansia o dolore cronico.